# Presa de Teton
La Represa de Teton fue una represa ubicada sobre el río Teton en el estado de Idaho en Estados Unidos, finalizada en noviembre de 1975. La represa sufrió un fallo en su muro lo cual produjo el 5 de junio de 1976 su ruptura y el desagüe del embalse de agua que contenía costando la vida de 11 personas y 16.000 cabezas de ganado La construcción de la presa costó alrededor de 100 millones de dólares y el gobierno federal pagó más de 300 millones de dólares en reclamaciones derivadas de su fallo. Se estima que los daños totales ascendieron a 2.000 millones de dólares.
La represa fue construida por el gobierno federal a fin de proveer agua para la irrigación y energía eléctrica, estaba compuesta por una cresta de 975,36 m y una altura de 92,64 m, tras el desastre, no fue reconstruida y no se han planteado planes actualmente para hacerlo.

## Secuencia del colapso

Rotura de la presa de Teton, 5 de junio de 1976.
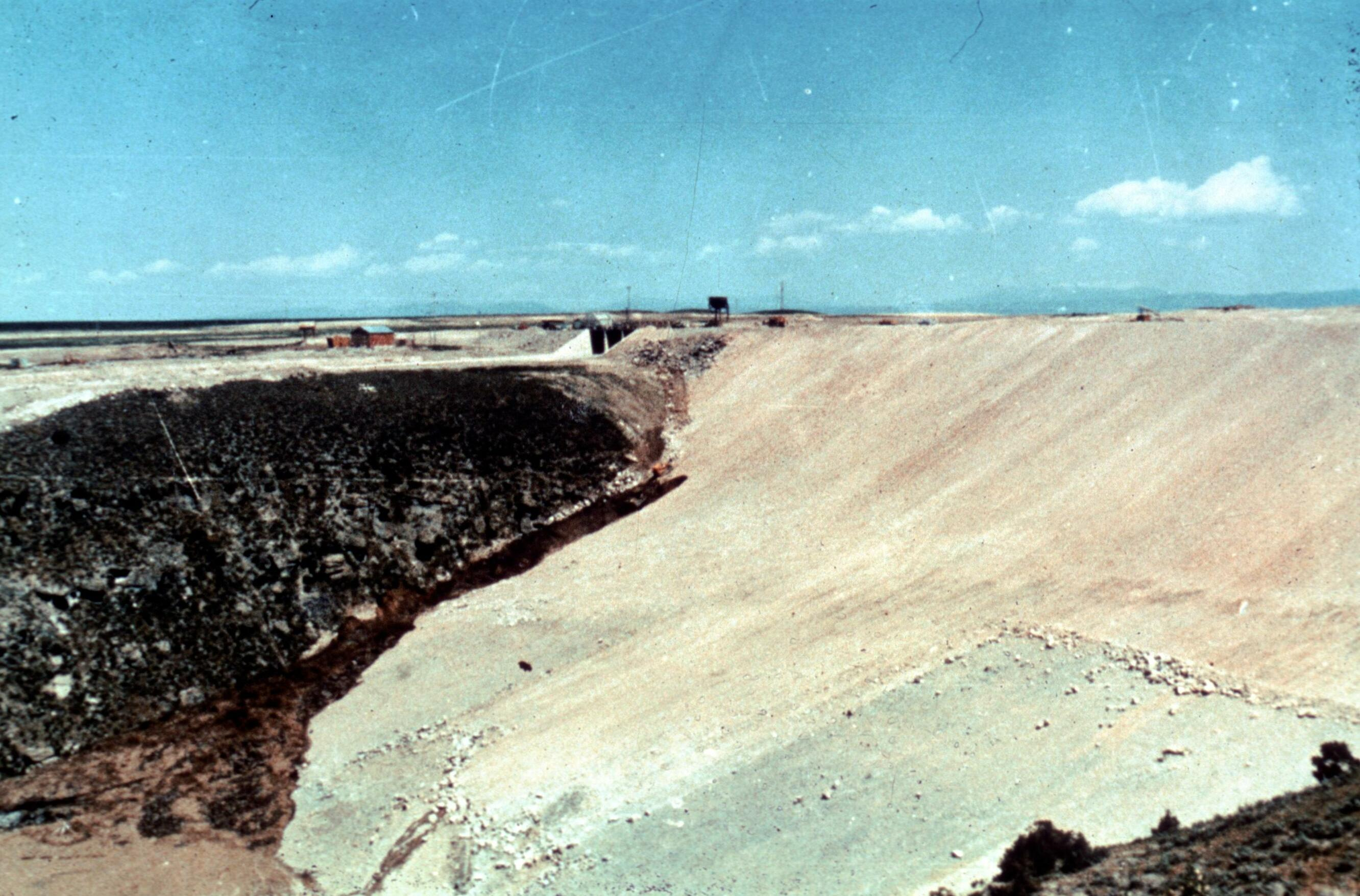
La raya marrón oscura en la cara de la presa cerca del lecho de roca gris en la mitad izquierda de la foto es una fuga que se formó en la mañana del 5 de junio. La mancha sobre la fuga cerca de la parte superior de la presa es una excavadora D9 en camino a empujar tierra hacia la fuga.
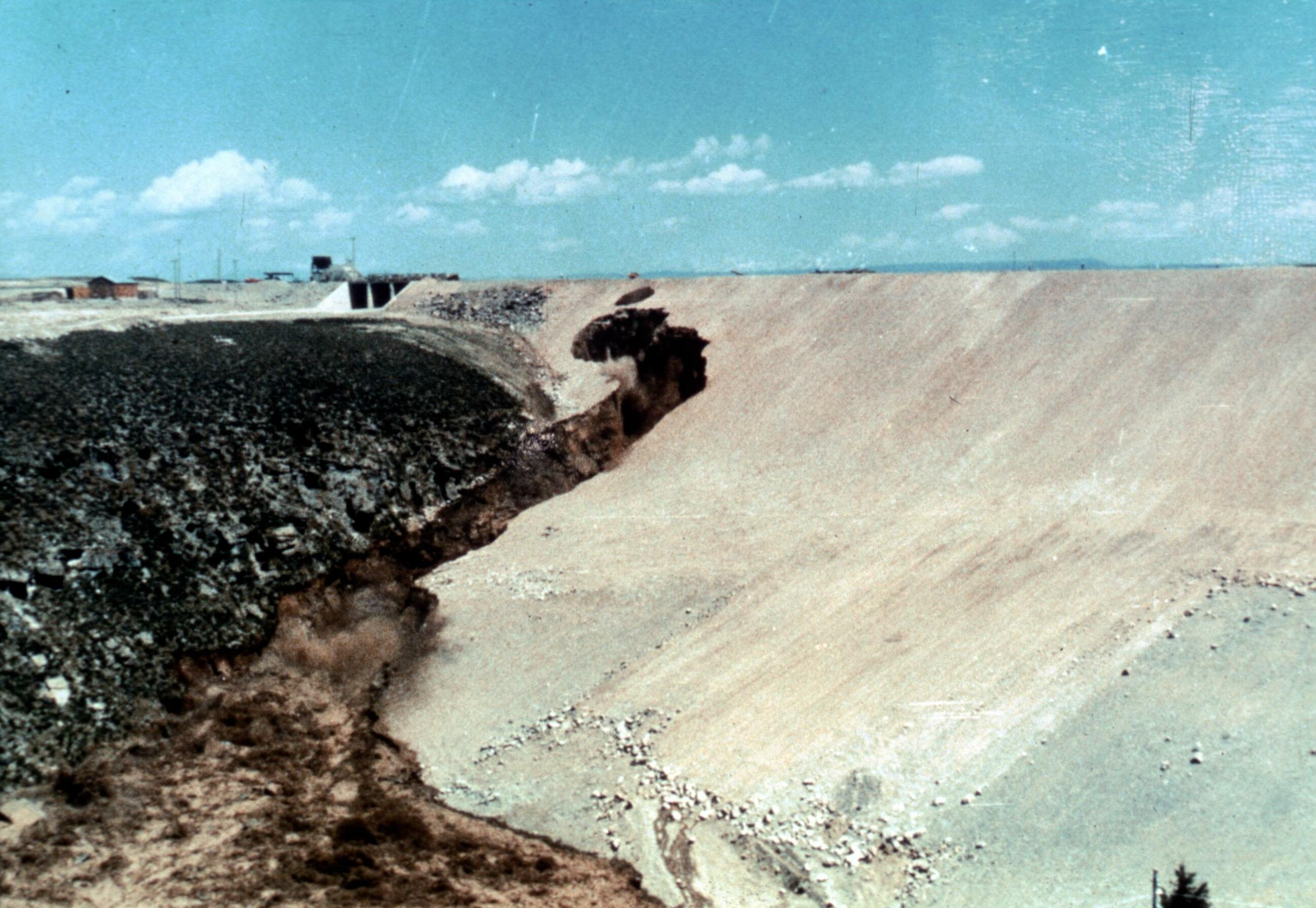
Grandes cantidades de lodo se derraman por la cara de la presa, sin que los operadores de las excavadoras las controlen. Las obras de desagüe al pie de la presa se están inundando de agua lodosa.
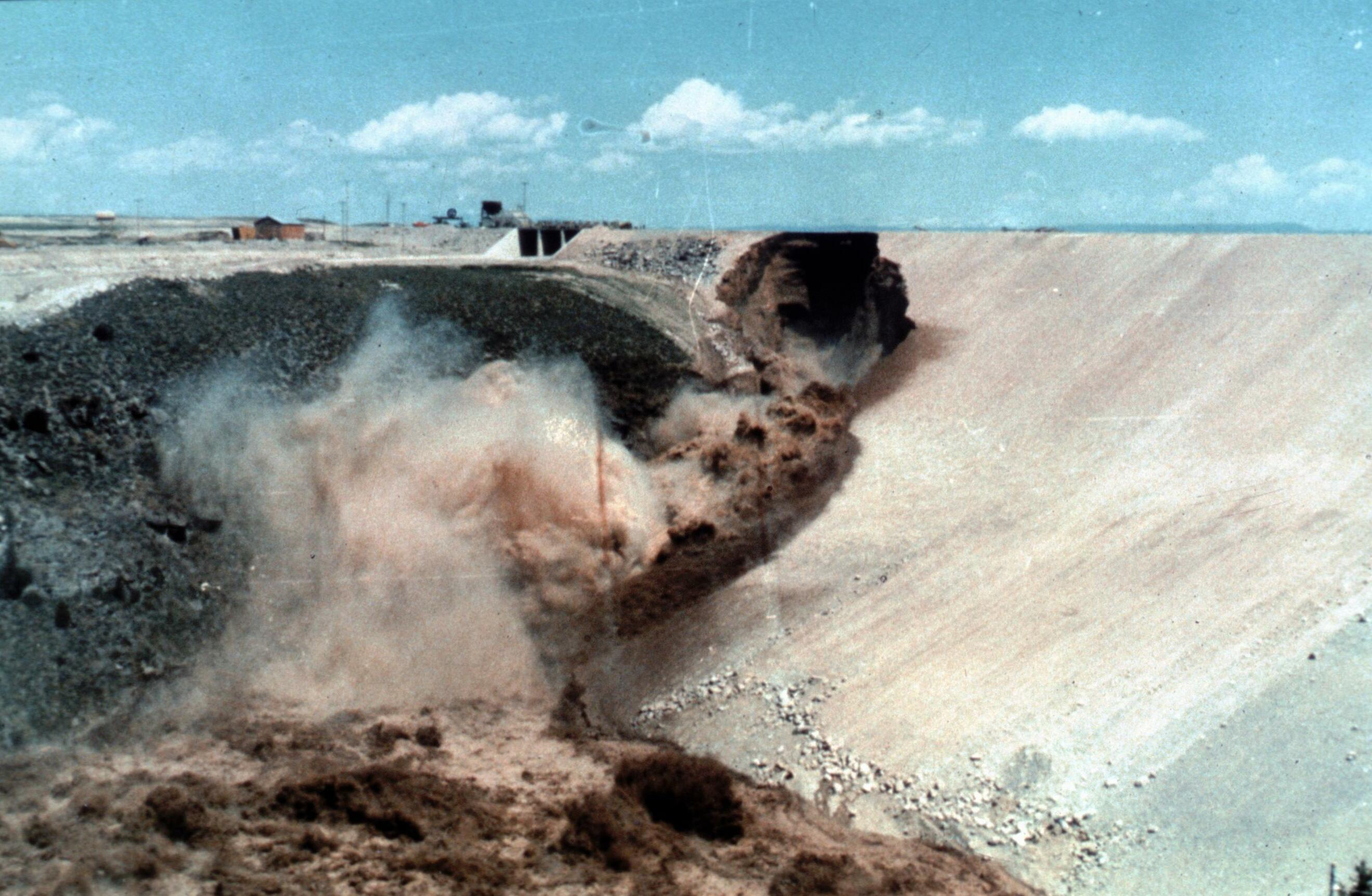
Ahora la presa está rota y el agua fangosa fluye violentamente por la cara de la presa.
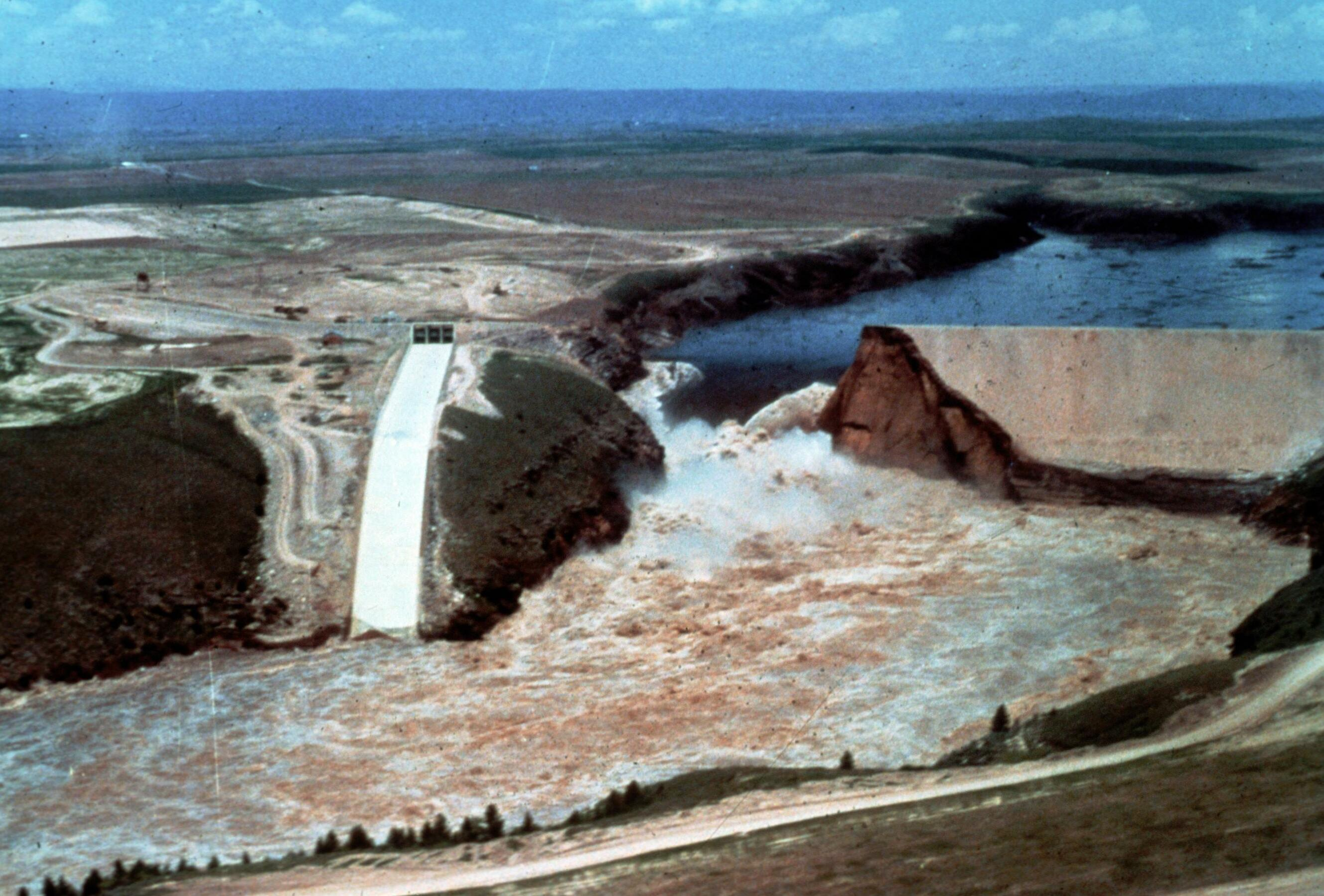
La brecha se ha ensanchado casi por completo. Las obras de desagüe están completamente inundadas de agua fangosa.

## Galería

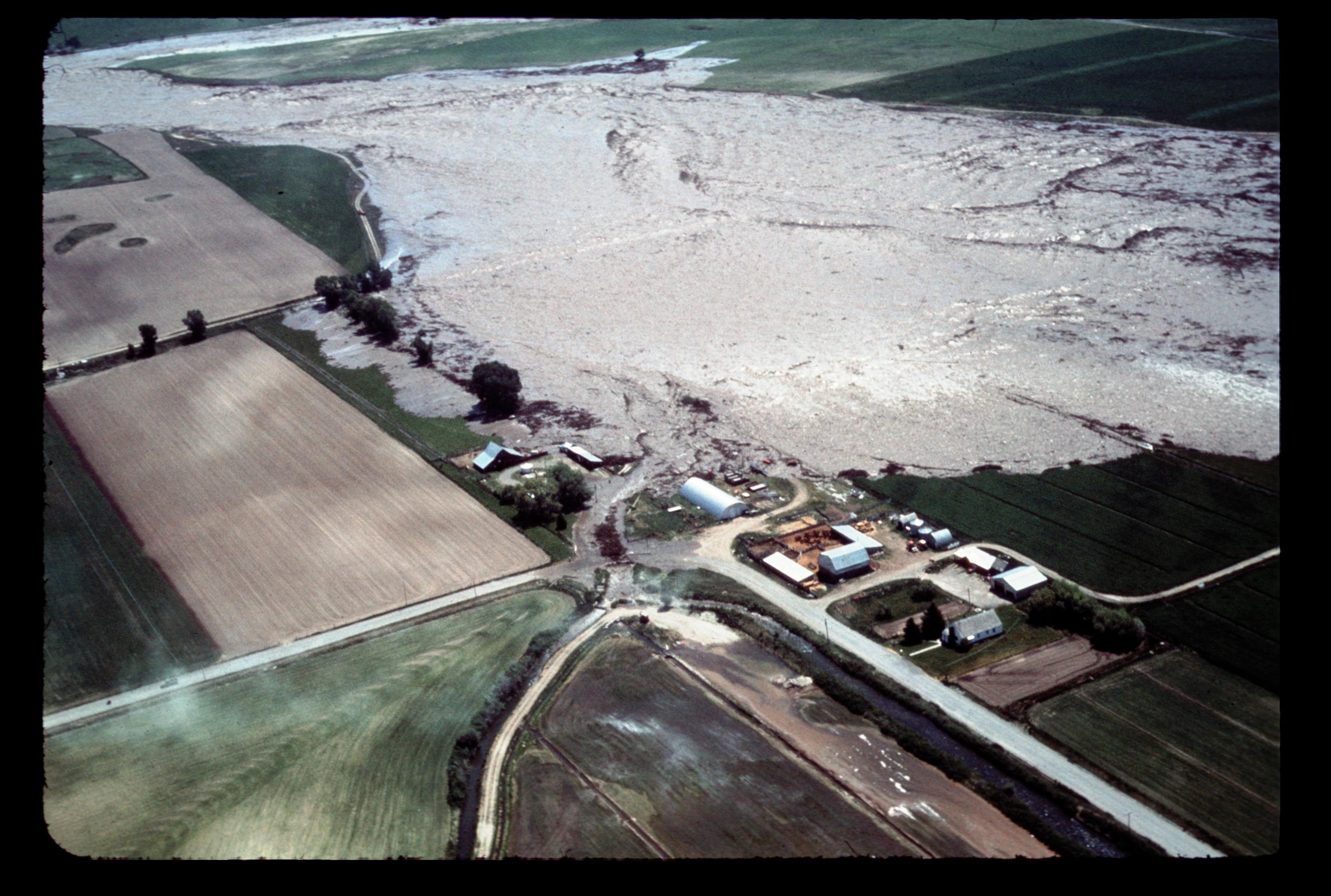
Campos inundados.
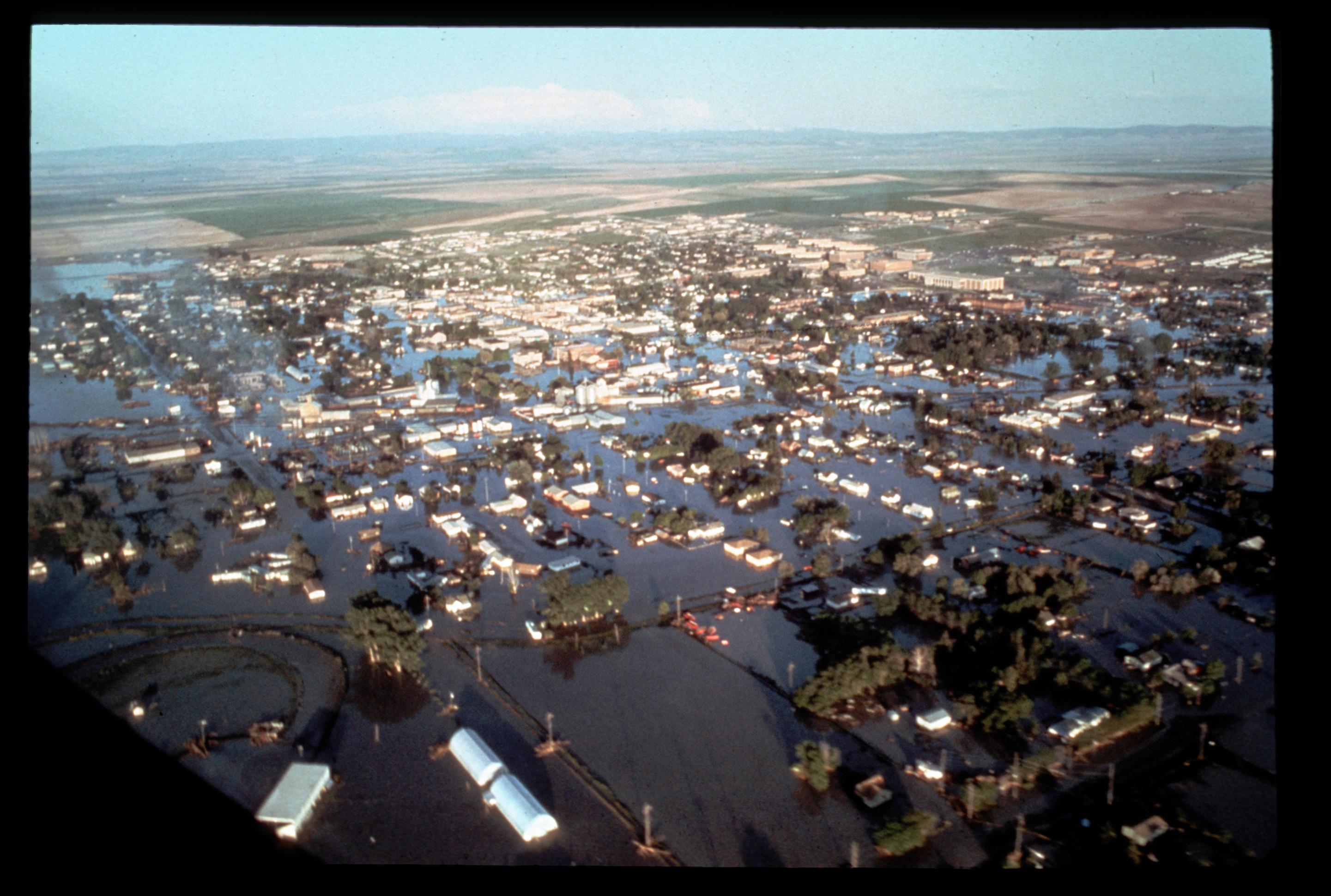
Rexburg inundado.
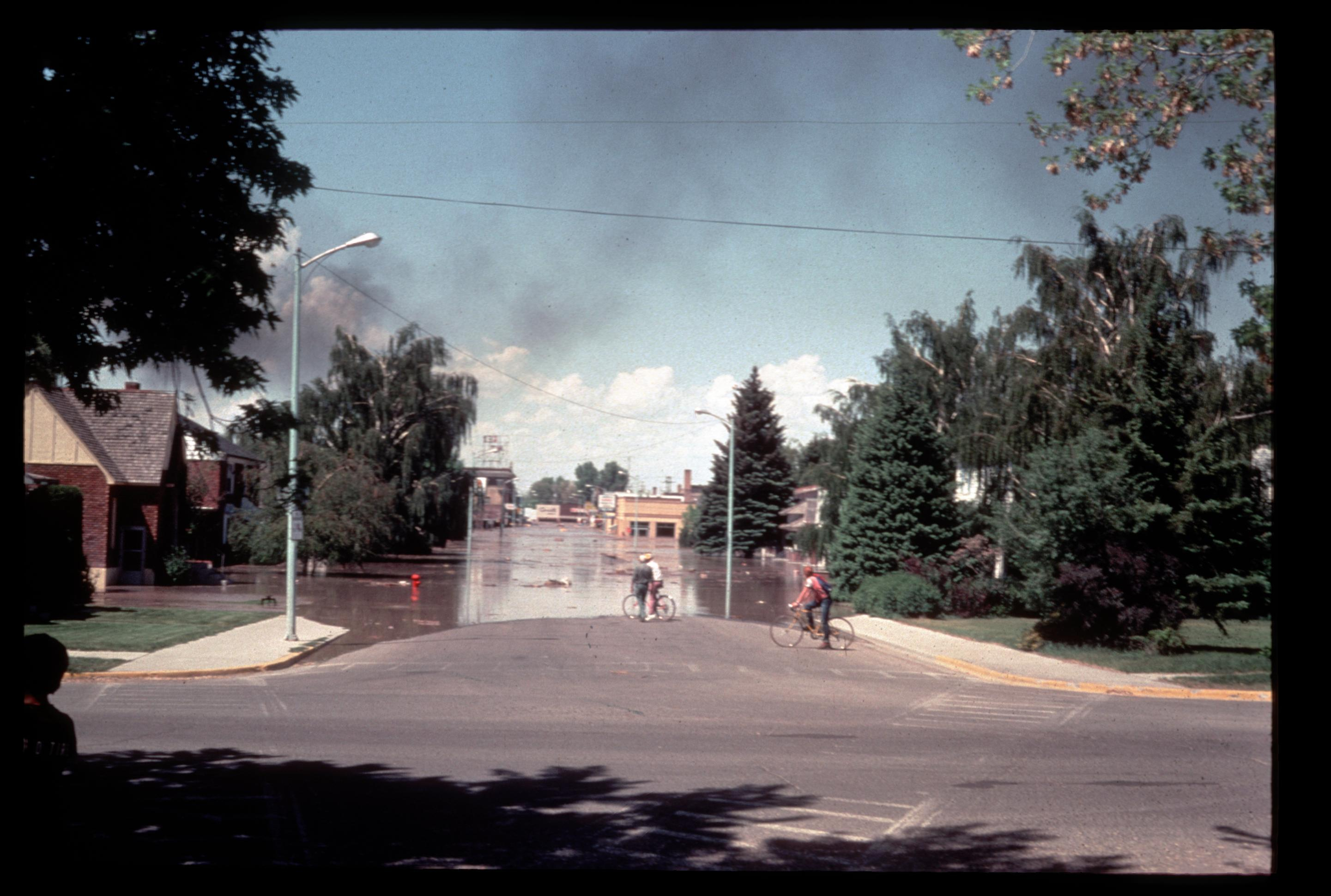
Una calle de Rexburg inundada.
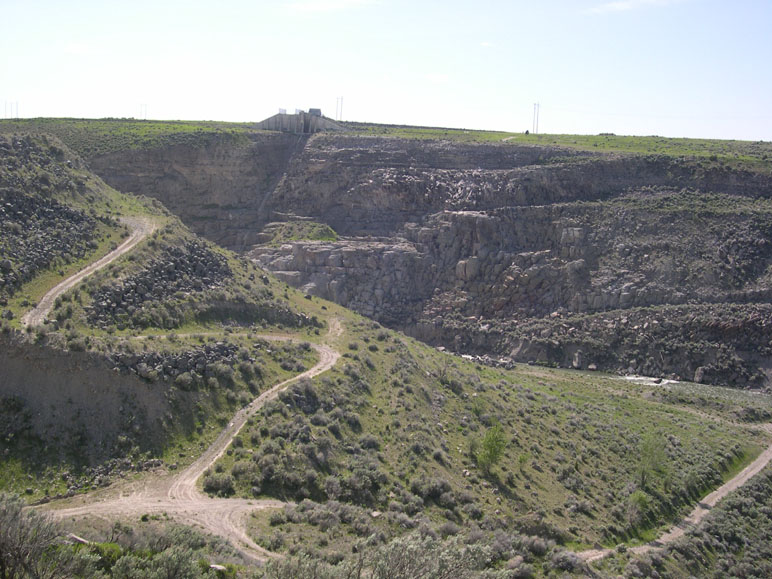
Ruinas de la presa Teton en 2004.